# Douglas XCG-17
Bản mẫu:Infobox Aircraft Career
Douglas XCG-17 là một mẫu tàu lượn đột kích của Hoa Kỳ, được phát triển bằng cách hoán cải một chiếc máy bay vận tải C-47 Skytrain trong Chiến tranh thế giới II.

## Quốc gia sử dụng

### Quân sự (C-47, sau XCG-17)
United States
- Không quân Lục quân Hoa Kỳ

### Dân sự (as DC-3C)
México
- Petroleos Mexicanos[1]

## Tính năng kỹ chiến thuật (41-18496)
Dữ liệu lấy từ 
Đặc tính tổng quát
- Kíp lái: 2
- Sức chứa: 15.000 pound (6.800 kg) hàng hóa hoặc 40 lính
- Chiều dài: 63 ft 9 in (19,43 m)
- Sải cánh: 95 ft 6 in (29,11 m)
- Chiều cao: 17 ft (5,2 m)
- Diện tích cánh: 987 foot vuông (91,7 m2)
- Trọng lượng rỗng: 11.001 lb (4.990 kg)
- Trọng lượng có tải: 26.000 lb (11.793 kg)

Hiệu suất bay
- Vận tốc cực đại: 290 mph (467 km/h; 252 kn)
- Vận tốc hành trình: 190 mph; 165 kn (305 km/h)
- Vận tốc tắt ngưỡng: 35 mph (30 kn; 56 km/h)
- Hệ số bay lướt dài cực đại: 14:1
- Tải trên cánh: 26,3 lb/foot vuông (128 kg/m2)